# USS Enterprise (NCC-1701-F)
La USS Enterprise NCC-1701-F è un'astronave immaginaria appartenente all'universo di Star Trek. È l'ottava nave a curvatura della Flotta Stellare a portare questo nome. Compare nel videogioco Star Trek Online e nella terza stagione della serie televisiva Star Trek: Picard.

## Storia
Il vascello, di classe Odyssey, fu varato nel 2386, qualche tempo dopo la dismissione del suo predecessore E. Fu comandato da diversi capitani nei successivi quindici anni, fino alla sua prematura dismissione dopo che i suoi sistemi principali furono compromessi in una missione di soccorso sul pianeta Fenton IV. Poco prima della dismissione, nel 2401 la nave fu utilizzata dall'ammiraglio Elizabeth Shelby per annunciare il Giorno della Frontiera, ossia il 250º anniversario dal varo dell'Enterprise NX-01.

## Filmografia
- Star Trek: Picard - serie TV, episodi 3x01-3x09 (2023)

## Videogiochi
- Star Trek Online (2010)